# 德氏拟管螺
德氏拟管螺（学名：Hemiphaedusa draesekei）是柄眼目烟管蜗牛科台湾纺锤烟管蜗牛属的一种。

## 形态描述
贝壳中等大小，壳质厚，坚实，有光泽，呈纺锤形。有12(1/2)个螺层，各螺层均膨大，凸出，前几个螺层增长较快，螺旋部长，呈塔形。壳面呈深褐色或黄褐色，并有细致而稠密的螺纹。
壳口呈菱形，口缘厚，扩大而外折，呈白瓷状，在口缘右下方有一白瓷状皱褶。在壳口处可见到一发达的上板，其内与下轴板相连。在体螺层右侧壳壁上有一细的主襞褶和月状襞。

## 分佈與棲息地
本物種目前只見於中国大陆四川汶川。
喜阴暗潮湿、多腐殖质的环境。
一般生活在灌木丛、草丛中，石块、落叶下，树洞、土石缝隙中，有时也栖息于潮湿多地衣、苔藓的树干、墙壁、岩石上。
棲息於平原、丘陵、森林、小溪河边，公园、住宅、寺庙附近，甚至在海拔2700m以上的高山山麓均可见到它们的踪迹。
常以地衣、苔藓、腐殖质及各种植物幼芽、嫩叶为食。

## 外部連結
- 維基物種上的相關：德氏拟管螺